# コルト・シングル・アクション・アーミー
コルト・シングルアクション・アーミー（英語: Colt Single Action Army）とは、西部開拓時代に使用されていた回転式拳銃。生産は現在でも継続されている。通称は「ピースメーカー」。または頭文字の略称である「SAA」。1873年に生産が開始され、1874年からアメリカ陸軍に支給が開始された。制式名はM1873。
「アーミー」の名が示すように軍用拳銃であり、同型の民間型は「COLT FRONTIER SIX SHOOTER 44-40」と刻印されている。

## 概要
装弾数は6発。弾薬には.45LC（ロングコルト）弾を使用するが、ウインチェスターM1873ライフルと弾薬の互換性を持たせるため、.44-40弾を使用する物も存在していた。当初は黒色火薬を用いた弾薬を前提とした設計であったが、後に無煙火薬にも対応した。作動方式はシングル・アクションオンリーで、自動拳銃ではないので能動的な安全装置は持たない。
当時、金属薬莢式リボルバーの開発でスミス&ウェッソン社に後れを取っていたコルト社が、従来の自社製パーカッション式リボルバーのシリンダー上部にフレームを渡して強度改善を図る形で、本銃のデザインが考案された。撃鉄をハーフ・コックにしてから回転式弾倉（回転輪胴=シリンダー）後部のローディングゲートを開け、そこから銃身の正面から見て左斜め下にあるエジェクターを押して弾薬を1発ずつ装填、排莢する方法を採用している。
なお、同時期に存在したスミス&ウェッソン社製のリボルバーや、レミントン・ニューアーミーなどは、輪胴の軸をスイッチ一つで抜き、弾薬を回転輪胴ごと交換する機構を持っている。予備のシリンダーを多数所持しておくことで、全ての弾薬を素早く再装填することが可能であった。ただしシリンダーだけ別売りされたという記録は確認されていない。
SAAのシリンダーと一体型のソリッドフレームと単純なメカニズムによる信頼性、.45LC（ロングコルト）弾の威力は、1911年に制式拳銃がM1911に更新されるまで、アメリカ軍の将兵から評価を得ていた。また、「北米大陸最古の州管轄法執行組織」という歴史を持ち、西部劇でも度々登場する有名な「テキサス・レンジャー」では、現在でも一部の隊員の中にはSAAを装備して勤務している者もいる。

## バリエーション
バリエーションそれぞれに愛称が与えられ、民間向け.44-40口径モデルの「フロンティア」（フロンティア・シックス・シューター）、民間向け.45口径モデルの「ピースメーカー」、砲兵向け約5.5インチモデルの「アーティラリー」、騎兵向け約7.5インチモデルの「キャバルリー」、キャバルリーより長い最短8インチ、最長16インチの長銃身型を総称した「バントラインスペシャル」、短銃身でエジェクター（排夾装置）レスの「シェリフズ」等がある。民間向けのモデルは「シビリアン」と総称され、代表的な4.75インチをはじめとする各種銃身長が用意されていた。口径では.45LC弾や.44-40弾を使用するものの他に、.22口径モデルなど36種のバリエーションが存在する。また、シングルアクション故に使用者のスキルによってシューティングが大きく左右されることに由来して、体格や腕力の差を均一化するという意味から「イコライザー」（equalizer）という別名も存在する。
特許はすでに切れており、コルト社以外からもコピーモデルが発売されている。また、コルト社は100丁以上からカスタムモデルの製造を請け負っていたため、記念モデルなどとして彫刻、象嵌、メッキ、象牙グリップの装着などの装飾を行ったものも存在する。こうした特注銃の中では、ジョージ・パットン将軍が携帯していた装飾入りで象牙グリップの個体（製造番号332088）が有名である。
西部劇になくてはならないものとされるアイテム「荒野」「砂漠」「馬」「銃」の一つ、その西部劇を制した銃としてウインチェスターM1873レバーアクションライフルと並べて挙げられることが多く、「西部劇の代名詞」とまで言われている。ただし、1872年から四年間は製造されたものが全て軍に納入されているので、1875年以前を舞台とする西部劇において民間人が本銃を使用する描写は間違いである。

### バントライン・スペシャル
「バントライン・スペシャル」と呼ばれる長銃身型は、西部劇の小説家ネッド・バントラインが特注したもので、西部開拓史に貢献した者に授けるための5挺のみが生産されたと言われる。保安官ワイアット・アープも使用していたとされ、他のバントライン・スペシャルが12インチ銃身で、取り回しを改善すべく使用の際には更に短く切断改造されていたと言われる中、アープのバントライン・スペシャルは16インチ（約40センチ）と長く、射撃姿勢を安定させる鉄棒製スケルトンストックをつけたとも言われる。
贈られたのはワイアット・アープ、チャーリー・バセット、バド・マスターソン、ビル・ティルグマン、ニール・ブラウン。
しかし、資料によっては、これを贈ったとされる1877年当時のコルト社の記録には12インチ銃身を持つ拳銃を制作した記録は無いとし、作家バントラインの創作である可能性を提示している。
しかし、知名度は高く、バントライン・スペシャルはレプリカ（コルト・シングルアクション・フロンティアスカウトなど）を含めて、度々、長銃身モデルとして商品化されている。